# 西霍拉
西霍拉（Sihora），是印度中央邦Jabalpur县的一个城镇。总人口37887（2001年）。

## 人口
该地2001年总人口37887人，其中男性19648人，女性18239人；0—6岁人口5635人，其中男2841人，女2794人；识字率67.63%，其中男性为75.42%，女性为59.23%。